# Sender Mut
Der Sender Mut ist ein Grundnetzsender der RAS auf Hochmuth bei den Muthöfen in der Gemeinde Tirol. Die Anlage wird von privaten Hörfunksendern und Mobilfunkanbietern mitgenutzt und versorgt den Großraum Meran.

## Frequenzen und Programme

### Analoger Hörfunk (UKW)
Auf UKW werden folgende Programme ausgestrahlt:
| Frequenz (MHz) | Programm                | RDS PS                                                 | RDS PI | Regionalisierung    | ERP (kW) | Antennendiagramm rund (ND)/gerichtet (D) | Polarisation horizontal (H)/vertikal (V)/gemischt (M) |
| -------------- | ----------------------- | ------------------------------------------------------ | ------ | ------------------- | -------- | ---------------------------------------- | ----------------------------------------------------- |
| 87,5           | StadtRadio Meran        | _Stadt-_/_Radio__/_Meran__                             | 5F55   | -                   | 0,63     | D                                        | V                                                     |
| 87,8           | RMC – Radio Monte Carlo | RMC_____                                               | 5213   | −                   | 0,06     | D                                        | H                                                     |
| 88,1           | RAI Radio 1             | *Radio1_                                               | 5201   | Alto Adige          | 2        | D                                        | M                                                     |
| 89,4           | Radio Dolomiti          | DOLOMITI                                               | 5388   | -                   | 1        | D                                        | V                                                     |
| 90,0           | Südtirol 1              | S-TIROL1                                               | 5F51   | –                   | 0,63     | D                                        | V                                                     |
| 90,3           | RAI Radio 2             | *Radio2_                                               | 5202   | −                   | 2        | D                                        | M                                                     |
| 91,0           | Radio Gardena           | _RADIO__/GROEDEN_/ __0471__/_797415_/_RADIO__/GARDENA_ | 5202   | −                   | 1        | D                                        | V                                                     |
| 91,8           | RDS                     | *_RDS_*_                                               | 5264   | −                   | 2,5      | D                                        | V                                                     |
| 92,1           | Radio Capital           | CAPITAL_                                               | 5219   | –                   | 2        | D                                        | H                                                     |
| 92,5           | Radio Tirol             | R.Tirol_                                               | 5146   | –                   | 1        | D                                        | H                                                     |
| 94,3           | RAI Radio 3             | *Radio3_                                               | 5203   | –                   | 0,2      | D                                        | H                                                     |
| 95,4           | Radio Sonnenschein      | sunshine                                               | 5465   | –                   | 2        | D                                        | M                                                     |
| 95,7           | Radio Maria Südtirol    | R._MARIA                                               | 51CC   | –                   | 0,63     | D                                        | V                                                     |
| 96,9           | Radio Grüne Welle       | R_G_W___                                               | 5F37   | –                   | 1,6      | D                                        | V                                                     |
| 97,6           | Rai Südtirol            | Rai_Sued                                               | 5404   | −                   | 0,79     | D                                        | H                                                     |
| 98,2           | Radio Radicale          | RADIO*__/RADICALE                                      | 5210   | −                   | 0,63     | D                                        | V                                                     |
| 99,3           | Radio 105               | 105_____                                               | 5211   | −                   | 0,04     | D                                        | H                                                     |
| 100,5          | Radio Holiday           | Holiday                                                | 5400   | –                   | 0,32     | D                                        | H                                                     |
| 102,0          | RAS Hitradio Ö3         | RAS_OE_3                                               | A203   | –                   | 1        | D                                        | H                                                     |
| 102,3          | Radio Deejay            | DEEJAY__                                               | 5214   | –                   | 2        | D                                        | V                                                     |
| 102,6          | RTL 102.5               | RTL102.5                                               | 5218   | –                   | 1        | D                                        | V                                                     |
| 103,6          | Radio 2000              | Radio___/2000____                                      | 5F1F   | –                   | 2        | D                                        | M                                                     |
| 103,9          | RAS Ö2 Tirol            | RAS_____/ORFTirol                                      | AA0A   | –                   | 1        | D                                        | H                                                     |
| 104,4          | Radio Italia Anni 60    | R.ITALIA                                               | 5495   | Trentino Alto Adige | 0,32     | D                                        | V                                                     |
| 105,6          | ERF Südtirol            | E_R_F___                                               | 5F54   | -                   | 1        | D                                        | V                                                     |
| 106,1          | Österreich 1            | RAS_OE_1                                               | A201   | –                   | 1        | D                                        | H                                                     |
| 106,4          | NBC Rete Regione        | RETE_NBC/INFO_A22                                      | 5F42   | −                   | 1        | D                                        | H                                                     |
| 107,9          | Radio Maria Südtirol    | R._MARIA                                               | 5FCD   | –                   | 0,79     | D                                        | V                                                     |

## Digitales Radio (DAB+)
n DAB/DAB+ werden folgende Programme ausgestrahlt:
| Block              | Programme | ERP (in kW) | Antennen- diagramm rund (ND), gerichtet (D) | Gleichwellennetz (SFN) |
| ------------------ | --- | ----------- | ------------------------------------------- | --- |
| 10B RAS1-DAB       | - Rai Radio 1 TAA - Rai Radio 2 TAA - Rai Radio 3 - Rai Südtirol - Bayern 3 - BR-Klassik - BR24 - Deutschlandfunk Kultur - Die Maus - Radio Swiss Classic - Radio Swiss Pop | 1           | V                                           | - Südtirol: Aberstückl, Abtei, Antholz Mittertal, Barbian (Lajen), Brenner, Brixen (Plose), Eggental (Rauth), Enneberg, Franzensfeste (Mittewald), Freienfeld, Graun im Vinschgau, Grödnertal, Grödner Joch (Wolkenstein), Gsies, Hühnerspiel, Kardaun, Kastelruth, Kematen (Pfitscher Tal), Kronplatz, Kurzras, Lüsen (Oberhaus-Hof), Luttach, Mals, Melag (Pratzen), Meran (Mut), Meransen, Moos in Passeier, Mühlwald, Neumarkt (Laag), Obervinschgau, Pens (Hohe Scheibe), Pfelders (Passeiertal), Pfunders, Pragser Tal, Prettau, Proveis, Ratschings, Rein in Taufers, Ritten, Sarnthein, Schlinig, Seis (St. Konstantin), St. Gertraud, St. Leonhard in Passeier, St. Martin im Kofel, St. Pankraz, Sterzing (Rosskopf), Sulden, Toblach (Scheibeneck), Unser Frau in Schnals, Welschellen, Wengen - Trentino: Penegal, Paganella |
| 10C DABMEDIA       | - Radio 2000 - 80 DAB - Radio Gherdëina Dolomites - Radio Edelweiss - Radio Grüne Welle - Radio Sacra Famiglia - Radio Tirol - Südtirol 1 - Radio Dolomiti - ERF Südtirol - StadtRadio Meran - Radio Maria Südtirol - Radio Holiday - Die Antenne - Radio Italia Anni 60                               | 1           | V                                           | - Südtirol: Aberstückl, Abtei, Antholz Mittertal, Barbian (Lajen), Brenner, Brixen (Plose), Enneberg, Franzensfeste (Mittewald), Freienfeld, Graun im Vinschgau, Grödnertal, Grödner Joch (Wolkenstein), Gsies, Hühnerspiel, Kardaun, Kastelruth, Kematen (Pfitscher Tal), Kronplatz, Kurzras, Lüsen (Oberhaus-Hof), Luttach, Mals, Melag (Pratzen), Meran (Mut), Meransen, Moos in Passeier, Mühlwald, Neumarkt, Obervinschgau, Pens (Hohe Scheibe), Pfelders (Passeiertal), Pfunders, Pragser Tal, Prettau, Proveis, Ratschings, Rein in Taufers, Ritten, Sarnthein, Schlinig, Seis (St. Konstantin), St. Gertraud, St. Leonhard in Passeier, St. Martin im Kofel, St. Pankraz, Sterzing (Rosskopf), Sulden, Toblach (Scheibeneck), Unser Frau in Schnals, Welschellen, Wengen - Trentino: Penegal, Paganella                          |
| 10D RAS2-DAB       | - Ö1 - ORF Tirol - Ö3 - FM4 - Bayern 1 OBB - Bayern 2 - BR Heimat - Deutschlandfunk Nova - Radio Rumantsch - Rete Due - Radio Swiss Jazz | 1           | V                                           | - Südtirol: Aberstückl, Abtei, Antholz Mittertal, Barbian (Lajen), Brenner, Brixen (Plose), Eggental (Rauth), Enneberg, Franzensfeste (Mittewald), Freienfeld, Graun im Vinschgau, Grödnertal, Grödner Joch (Wolkenstein), Gsies, Hühnerspiel, Kardaun, Kastelruth, Kematen (Pfitscher Tal), Kronplatz, Kurzras, Lüsen (Oberhaus-Hof), Luttach, Mals, Melag (Pratzen), Meran (Mut), Meransen, Moos in Passeier, Mühlwald, Neumarkt (Laag), Obervinschgau, Pens (Hohe Scheibe), Pfelders (Passeiertal), Pfunders, Pragser Tal, Prettau, Proveis, Ratschings, Rein in Taufers, Ritten, Sarnthein, Schlinig, Seis (St. Konstantin), St. Gertraud, St. Leonhard in Passeier, St. Martin im Kofel, St. Pankraz, Sterzing (Rosskopf), Sulden, Toblach (Scheibeneck), Unser Frau in Schnals, Welschellen, Wengen - Trentino: Penegal, Paganella |
| 12A EuroDab Italia | - RVaticana Ita + - RTL 102.5 - Radio Italia SMI - Radio Libertà - RadioFreccia - RTL 102.5 news - RTL 102.5 r&j - RTL 102.5 best - RadioZeta - KISSKISS - RTL 102.5 b&s - RadioItaliaTrend - RMC - Virgin Radio - SUBASIO XL - RTL 102.5 napulè - RTL 102.5 doc - inBlu 2000 - 105 - BBC WorldService | 0,32        | V                                           | - Südtirol: Barbian (Lajen), Brixen (Plose), Freienfeld, Kronplatz, Meran (Mut), Toblach (Scheibeneck) - Trentino: Penegal, Riva del Garda (Monte Brione), Rovereto (Monte Finochio), Paganella |
| 12C DAB Italia     | - Radio Radicale - RR News - R101 - Deejay - Capital - Capital Funky - Deejay 30 Songs - M DUE O - M DUE O DANCE - Radio 24 - *RDS* - *RDS* Relax - Radio Maria - RMALB.IA - Radio 24 +1 - SERIE A con RDS - 105 DAB - ACI Radio                                                                       | 0,5         | V                                           | - Südtirol: Brixen (Plose), Freienfeld, Meran (Mut) - Trentino: Penegal |